# Konstantynów (powiat pajęczański)
Konstantynów – wieś w Polsce położona w województwie łódzkim, w powiecie pajęczańskim, w gminie Nowa Brzeźnica.
W latach 1954–1968 wieś należała i była siedzibą władz gromady Konstantynów, po jej zniesieniu w gromadzie Brzeźnica Nowa. W latach 1975–1998 miejscowość należała administracyjnie do województwa częstochowskiego.
Sołectwo obejmuje przysiółek Pieńki Dworkowskie (10 mieszkańców).
Szlacheckie rodziny z Konstantynowa: Kowalscy, Kościelni, Jamrozik.